# Yamaji Aizan

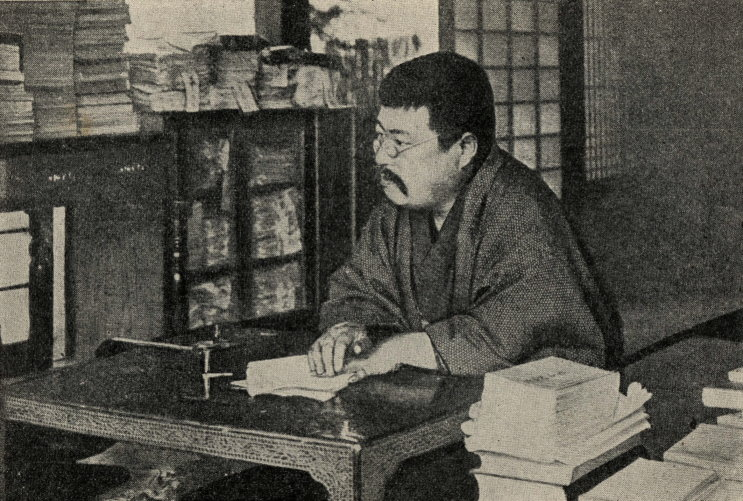
Yamaji Aizan

Yamaji Aizan (japanisch 山路 愛山, eigentlich Yamaji Yakichi; geboren 23. Januar 1865 in Edo (Provinz Musashi); gestorben 15. März 1917) war ein japanischer Journalist und Schriftsteller der Meiji- und frühen Taishō-Zeit.

## Leben und Wirken
Yamaji Aizan wurde in Edo als ältester Sohn des Leiters der staatlichen Sternwarte Yamaji Akiyoshi (山路 彰善; 1841–1888) und seiner Frau Keiko (けい子) geboren. Nach der Meiji-Restauration 1868 zog die Familie nach Shizuoka. 1886 wurde Yamaji Christ. Ab dieser Zeit nannte er sich „Aizan“ und ging 1889 nach Tokio und bildete sich an der „Tōyo-Eiwa-Schule“ (東洋英和学) weiter. Er wurde aktiv als Hauptschreiben für das 1891 gegründete Methodisten-Blatt „Gokyō“ (護教) und schloss sich gleichzeitig auf Betreiben von Tokutomi Sohō der „Minyū-sha“ (民友社) an. Seitdem veröffentlichte er in „Kokumin Shimbun“ (国民新聞) und „Kokumin no Tomo“ (国民之友) eine Reihe von Artikeln, in deren Mittelpunkt die Geschichtstheorie aus Sicht des Kommunismus steht. Dabei stritt er sich mit dem Literaturkritiker Kitamura Tōkoku und Takayama Chogyū, womit er bekannt wurde.
Im Februar 1897 verließ Yamaji die Minyū-sha, aber er hatte einen lebenslangen Austausch mit Tokutomi. Er beteiligte sich an der „Bōchō kaiten-shi“  (防長回天史), Aufzeichnung der Aktivitäten des Chōshū-Klans während der Meiji-Restauration, eine Arbeit, die von 1897 bis 1899 dauerte. Anschließend wurde er Chefredakteur der Zeitung „Shinano Mainichi Shimbun“ (信濃毎日新聞) und veröffentlichte zahlreiche Artikel. 1903 startete er das Magazin „Dokuritsu hyōron“ (独立評論) – „Unabhängige Kritik“. Er befürwortete den Russisch-Japanischen Krieg, gründete 1905 mit Nakamura Tahachiro (中村 太八郎; 1868–1935) und anderen die „National Socialist Party“ (国家社会党, Kokka shakai-tō) und beteiligte sich an der Kampagne zur Durchführung allgemeiner Wahlen und der Kampagne gegen den Anstieg der Straßenbahnpreise in Tokio.
Yamaji verfasste fast 50 Bücher. In seinem späteren Jahren waren Heldenbiographien, so über „Minamoto no Yoritomo“  (1909), „Tokugawa Ieyasu“ (1915), „Katsu Kaishū“, „Arai Hakuseki“, „Ashikaga Takauji“ (1909). Weitere Werke sind 
- „基督教評論“ (基督教評論) – „Kritik am Christentum“,
- „Gendai Kinken-shi“ (現代金権史) – „Geschichte dergegewärtigen Plutokratie“,
- „Shakai shugi kanken“ (社会主義管見) – „Ein Blick auf den Sozialismus“ und
- „Jidai daihyō Nihon eiyū-den“ (時代代表日本英雄伝)  – „Repräsentative japanische Heldenbiographien aus verschiedenen Zeiten“.

Yamaji starb an einer Krankheit, während er an der „Geschichte des japanischen Volkes“ (日本人民史, Nihon jimmin*shi) schrieb. Es war Yamajis Haltung, unabhängig zu sein und die Unabhängigkeit Anderer zu respektieren, die sein Leben geprägt hat. Es gibt „Yamaji Aizan Selected Works“ (3 Bände) und „Yamaji Aizan History Collection“. Seine Schriften sind auch „Yamaji Aizan Collection“ enthalten, Band 35 der Sammlung „Meiji bungaku zenshū“ (明治文学全集).